# Pierre Brigot
Pierre Brigot MEP (* 1. September 1713 in Sully-sur-Loire, Frankreich; † 8. November 1791 in Pondichery, Französisch-Indien) war ein französischer Missionar der Pariser Mission.

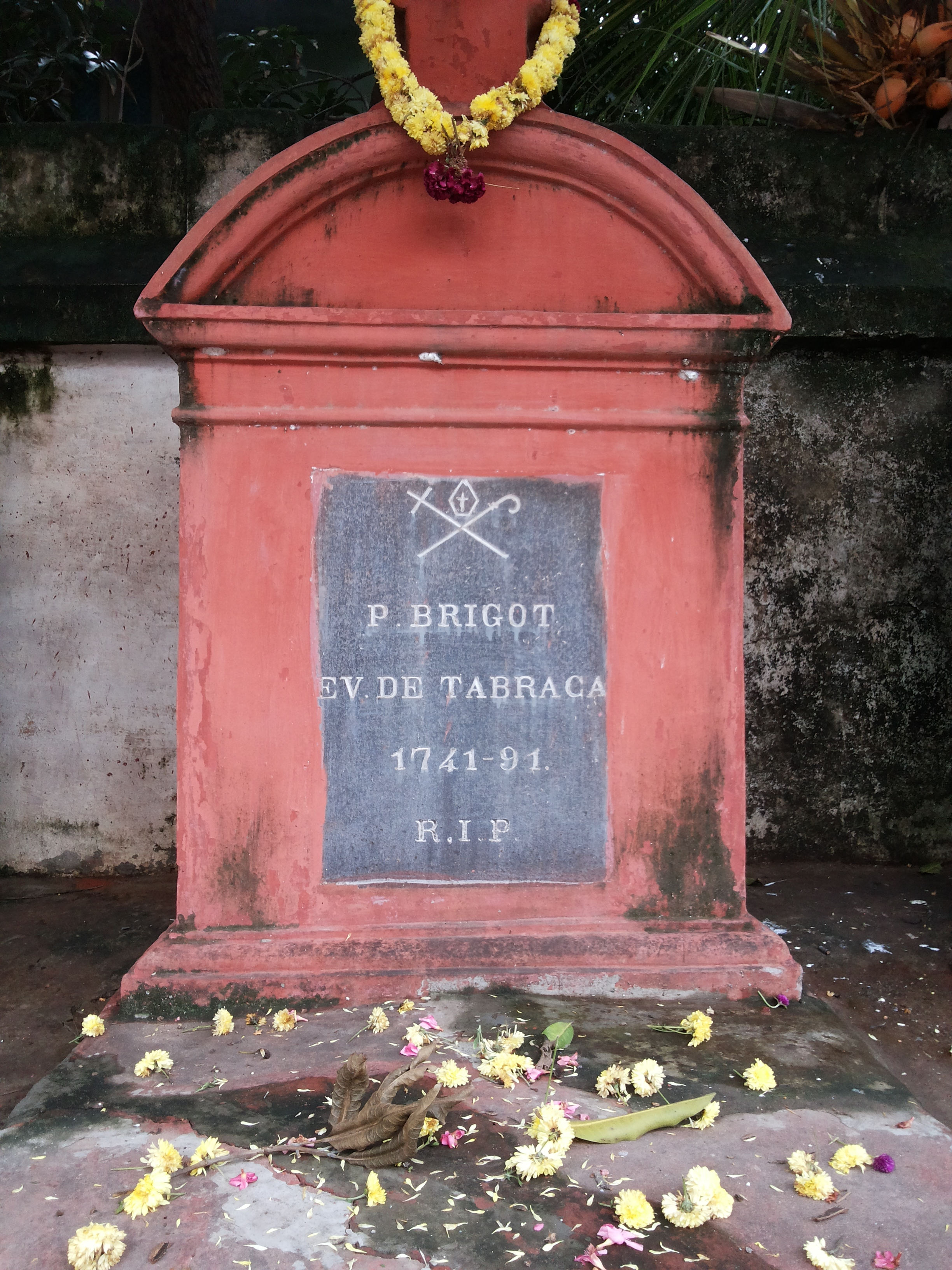
Grabstein Pierre Brigot

## Leben
Pierre Brigot trat der Pariser Gesellschaft für Auslandsmission bei und wurde 1741 nach Siam geschickt. Dort arbeitete er anfangs in Mergui. Von 1742 bis 1750 arbeitete er als Provikar in Tenasserim. Am 22. Januar 1755 ernannte Papst Benedikt XIV. ihn zum Titularbischof von Thabraca und Koadjutor-Apostolischer Vikar von Siam. Hierzu kehrte er nach Bangkok zurück. Jean de Lolière-Puycontat, Apostolischer Vikar von Siam, starb am 8. Dezember 1755 und Brigot folgte als Apostolischer Vikar nach. Da Lolière starb, bevor Brigot die Bischofsweihe empfangen hatte, ging Brigot nach Manila. Dort spendete Juan de La Fuente Yepes, Bischof von Nueva Segovia, ihm die Bischofsweihe.
Am 22. August 1764 wurde ihm mit Olivier-Simon Le Bon MEP ein Koadjutor zur Seite gestellt.
Während des Burmesisch-Siamesischen Krieges wurden 1767 Bischof Brigot, seine Missionare, Christen, Seminaristen, ein Jesuit, Dominikaner und ein weiterer portugiesischer Priester gefangen genommen. Als er sah, wie seine Mitchristen in Not waren, gab er ihnen alles, was er besaß, er verkaufte sogar seinen Bischofsring. Im Mai wurden sie nach Tavoy und dann im November nach Rangun gebracht. Dort schlichtete er zwischen den Franziskaner- und Barnabiten-Missionaren.
Am 31. Januar 1768 weihte er Giovanni Maria Percoto zum Titularbischof von Maxula Prates und zum Apostolischen Vikar von Ava e Pegù. Im März desselben Jahres reiste er nach Pondicherry ab. Am 30. September 1776 ernannte Papst Pius VI. ihn zum ersten Apostolischen Superior der Karnatic Mission in Pondicherry. Am 14. Juni 1785 erhielt er mit Nicolas Champenois auch hier einen Koadjutor. Diesen weihte er am 5. November 1786 zum Titularbischof von Doliche.